# Hyporhamphus neglectus
Hyporhamphus neglectus är en fiskart som först beskrevs av Bleeker, 1866.  Hyporhamphus neglectus ingår i släktet Hyporhamphus och familjen Hemiramphidae. Inga underarter finns listade i Catalogue of Life.